# Hydata opella
Hydata opella är en fjärilsart som beskrevs av Paul Dognin 1923. Hydata opella ingår i släktet Hydata och familjen mätare. Inga underarter finns listade i Catalogue of Life.